# Twin Peaks (serial din 2017)
Twin Peaks, cunoscut și ca Twin Peaks: The Return, este un serial TV dramatic american, o continuare a seriei ABC Twin Peaks create de  Mark Frost și David Lynch. Serialul este format din 18 episoade și a avut premiera la 21 mai 2017 în rețeaua TV Showtime, după premiera sa mondială la 19 mai 2017 la Cinematograful Hotelului Ace Hotel din Los Angeles. Serialul a fost dezvoltat și scris de Lynch și Frost de-a lungul a câtorva ani și a fost regizat de Lynch. Distribuția este o combinație de actori noi și actori din serialul din 1990. 
Acțiunea are loc la 25 de ani după evenimentele din serialul original Twin Peaks și prezintă mai multe povești, cele mai multe în legătură cu Agentul Special FBI Dale Cooper.

## Distribuție
- Kyle MacLachlan ca:
  - Special Agent Dale Cooper[4][5][6]
  - Cooper's doppelgänger[7]
  - Douglas "Dougie" Jones[7]
  - Richard[7]

### Twin Peaks
- Mädchen Amick - Shelly Briggs[4][5]
- Dana Ashbrook - Deputy Sheriff Bobby Briggs[4][5]
- Phoebe Augustine[a] - Ronette Pulaski
- Richard Beymer - Benjamin Horne[8][5]
- Gia Carides - Hannah[9]
- Vincent Castellanos - Federico[9]
- Michael Cera - Wally "Brando" Brennan[9]
- Joan Chen - Josie Packard[b]
- Candy Clark - Doris Truman[10]
- Scott Coffey - Trick[9]
- Catherine E. Coulson[c] - Margaret Lanterman ("The Log Lady")[9][5]
- Grace Victoria Cox - Charlotte[9]
- Jan D'Arcy - Sylvia Horne[4][5]
- Eric Da Re - Leo Johnson[b]
- Ana de la Reguera - Natalie[11]
- Hugh Dillon - Tom Paige[11]
- Eamon Farren - Richard Horne[9]
- Sherilyn Fenn - Audrey Horne[4][5]
- Sky Ferreira - Ella[9]
- Robert Forster - Sheriff Frank Truman[12]
- Mark Frost - Cyril Pons
- Warren Frost[c] - Dr. Will Hayward[13][5]
- Balthazar Getty - Red[14]
- Harry Goaz - Deputy Sheriff Andy Brennan[4][5]
- Grant Goodeve - Walter Lawford[4]
- Andrea Hays - Heidi[9][5]
- Gary Hershberger - Mike Nelson[4][5]
- Michael Horse - Deputy Chief Tommy "Hawk" Hill[4][5]
- Caleb Landry Jones - Steven Burnett[4]
- Ashley Judd - Beverly Paige[13]
- David Patrick Kelly - Jerry Horne[4][5]
- Piper Laurie - Catherine Martell[b]
- Jane Levy - Elizabeth[9]
- Peggy Lipton - Norma Jennings[4][5]
- Riley Lynch - Bing
- James Marshall - James Hurley[4][5]
- Everett McGill - Ed Hurley[4][5]
- Clark Middleton - Charlie[9]
- Moby - Musician
- Jack Nance[c] - Pete Martell[b]
- Walter Olkewicz - Jacques Renault[a] and Jean-Michel Renault[9][5]
- John Pirruccello - Deputy Sheriff Chad Broxford
- Mary Reber - Alice Tremond[9]
- Kimmy Robertson - Lucy Brennan[4][5]
- Wendy Robie - Nadine Hurley[4][5]
- Eric Rondell - Johnny Horne
- Marvin "Marv" Rosand[c] - Toad[9][5]
- Rod Rowland - Chuck[9]
- Amanda Seyfried - Rebecca (Becky) Burnett[15]
- Harry Dean Stanton - Carl Rodd[4][5]
- JR Starr - MC[9]
- Charlotte Stewart - Betty Briggs[4][5]
- Jessica Szohr - Renee[16]
- Russ Tamblyn - Dr. Lawrence Jacoby[9][5]
- Jodi Thelen - Maggie[9]
- Lauren Tewes - Gersten's neighbor[9]
- Jake Wardle - Freddie Sykes[9]
- Alicia Witt - Gersten Hayward[17][5]
- Karolina Wydra - Chloe[9]
- Charlyne Yi - Ruby[9]
- Grace Zabriskie - Sarah Palmer[4][5]

### Guvern
- Chrysta Bell - FBI Agent Tammy Preston[9]
- Richard Chamberlain - Bill Kennedy[9]
- Laura Dern - Diane Evans[9]
- David Duchovny - FBI Chief of Staff Denise Bryson[18][5]
- Jay R. Ferguson - Special Agent Randall Headley[9]
- Miguel Ferrer[c] - FBI Agent Albert Rosenfield[4][5]
- Ernie Hudson - Colonel Davis[9]
- David Lynch - FBI Deputy Director Gordon Cole[19][5]
- Adele René - Lieutenant Cynthia Knox[9]
- Owain Rhys-Davies - Agent Wilson[9]

### Las Vegas
- Alon Aboutboul - Head Mover[9]
- Joe Adler - Roger
- Tammie Baird - Lorraine[9]
- Jim Belushi - Bradley Mitchum
- John Billingsley - Doctor Ben[9]
- Ronnie Gene Blevins - Tommy[9]
- Wes Brown - Darren[9]
- Juan Carlos Cantu - Officer Reynaldo
- Larry Clarke - Detective T. Fusco[9]
- Jonny Coyne - Polish Accountant[9]
- Giselle Damier - Sandie[9]
- David Dastmalchian - Pit Boss Warrick[20]
- Jeremy Davies - Jimmy[9]
- Eric Edelstein - Detective "Smiley" Fusco[9]
- John Ennis - Slot Machine Man[9]
- Josh Fadem - Phil Bisby[9]
- Rebecca Field - Another Mom[9]
- Patrick Fischler - Duncan Todd[20]
- Meg Foster - Cashier[9]
- Pierce Gagnon - Sonny Jim Jones[9]
- Hailey Gates - Drugged-out Mother[21]
- Brett Gelman - Supervisor Burns[9]
- Ivy George - 5-Year-Old Girl
- Robert Knepper - Rodney Mitchum
- David Koechner - Detective D. Fusco[9]
- Jay Larson - Limo Driver[9]
- Andrea Leal - Mandie[9]
- Bellina Logan - Female Doctor[d][9]
- Josh McDermitt - Wise Guy[9]
- Don Murray - Bushnell Mullins[9]
- Sara Paxton - Candy Shaker[9]
- Linda Porter - Lady Slot-Addict
- Elena Satine - Rhonda[9]
- John Savage - Detective Clark[9]
- Amy Shiels - Candie[19]
- Tom Sizemore - Anthony Sinclair[19]
- Bob Stephenson - Frank[9]
- Ethan Suplee - Bill Shaker[9]
- Sabrina S. Sutherland - Floor Attendant Jackie
- Naomi Watts - Janey-E Jones[19]
- Nafessa Williams - Jade[9]
- Christophe Zajac-Denek - Ike "The Spike" Stadtler[9]

### South Dakota
- Jane Adams - Constance Talbot[9]
- Brent Briscoe - Detective Dave Macklay[9]
- Bailey Chase - Detective Don Harrison[22]
- Neil Dickson - George Bautzer[9]
- George Griffith - Ray Monroe[4]
- Cornelia Guest - Phyllis Hastings[9]
- Nicole LaLiberte - Darya[9]
- Jennifer Jason Leigh - Chantal Hutchens[23]
- Matthew Lillard - William Hastings[9]
- Karl Makinen - Inspector Randy Hollister
- Bérénice Marlohe - French Woman[9]
- James Morrison - Warden Dwight Murphy[9]
- Christopher Murray - Officer Olson[9]
- Max Perlich - Hank[9]
- Tim Roth - Gary "Hutch" Hutchens[9]
- Mary Stofle - Ruth Davenport

### Supernatural
- Phoebe Augustine - American Girl[a][9][5]
- Monica Bellucci - herself[9]
- David Bowie[c] - Phillip Jeffries[b][9]
  - Nathan Frizzell - the voice of Phillip Jeffries[24]
- Robert Broski - Woodsman[9]
- Don S. Davis[c] - Major Garland Briggs[b][25]
- Erica Eynon - Experiment[9]
- Sheryl Lee - Laura Palmer[4][5]
- Joy Nash - Señorita Dido[9]
- Carlton Lee Russell - the Jumping Man[9][5]
- Frank Silva[c] - Killer BOB[b][26]
- Malachy Sreenan - Bosomy Lady[9]
- Al Strobel - MIKE[4][5]
- Carel Struycken - The Fireman[e][9][5]
- Ray Wise - Leland Palmer[4][5]
- Nae Yuuki - Naido[9]

Michael J. Anderson did not reprise his role - The Man from Another Place, who instead appears - a treelike computer-generated effect and is voiced by an uncredited actor.

### Alții
New York
- Michael Bisping - Guard[9]
- Benjamin Rosenfield - Sam Colby[9]
- Madeline Zima - Tracey Barberato[9]

New Mexico, 1956
- Leslie Berger - New Mexico Wife[9]
- Cullen Douglas - Disc Jockey[9]
- Tikaeni Faircrest - Girl[9]
- Tad Griffith - New Mexico Husband[9]
- Xolo Mariduena - Boy[9]
- Tracy Philips - Receptionist[9]

Montana
- Frank Collison - Muddy[9]
- Derek Mears - Renzo[9]

Odessa
- Matt Battaglia - Cowboy 3[9]
- Francesca Eastwood - Texas Waitress Kristi[9]
- Heath Hensley - Cowboy 1[9]
- Rob Mars - Cowboy 2[9]
- Sheryl Lee - Carrie Page

Note
1. 1 2 3  These actors appear both in archive footage and, playing different roles, in new material.
2. 1 2 3 4 5 6 7  Archive footage only.
3. 1 2 3 4 5 6 7 8  These actors died before the series aired and an episode is dedicated in their memory.
4. ↑  In the original series, Logan portrayed Louie "Birdsong" Budway.
5. ↑  The character's name wasn't revealed until Part 14. Struycken was credited - "The Giant" in the original series.

## Episoade
| Nr. în serial | Nr. în sezon | Titlu     | Regizat de  | Scris de                 | Data difuzării    | U.S. telespectatori (milioane) |
| ------------- | ------------ | --------- | ----------- | ------------------------ | ----------------- | ------------------------------ |
| 31            | 1            | „Part 1”  | David Lynch | Mark Frost & David Lynch | 21 mai 2017       | 0.506                          |
| 32            | 2            | „Part 2”  | David Lynch | Mark Frost & David Lynch | 21 mai 2017       | 0.506                          |
| 33            | 3            | „Part 3”  | David Lynch | Mark Frost & David Lynch | 28 mai 2017       | 0.195                          |
| 34            | 4            | „Part 4”  | David Lynch | Mark Frost & David Lynch | 28 mai 2017       | 0.195                          |
| 35            | 5            | „Part 5”  | David Lynch | Mark Frost & David Lynch | 4 iunie 2017      | 0.254                          |
| 36            | 6            | „Part 6”  | David Lynch | Mark Frost & David Lynch | 11 iunie 2017     | 0.270                          |
| 37            | 7            | „Part 7”  | David Lynch | Mark Frost & David Lynch | 18 iunie 2017     | 0.294                          |
| 38            | 8            | „Part 8”  | David Lynch | Mark Frost & David Lynch | 25 iunie 2017     | 0.246                          |
| 39            | 9            | „Part 9”  | David Lynch | Mark Frost & David Lynch | 9 iulie 2017      | 0.355                          |
| 40            | 10           | „Part 10” | David Lynch | Mark Frost & David Lynch | 16 iulie 2017     | 0.267                          |
| 41            | 11           | „Part 11” | David Lynch | Mark Frost & David Lynch | 23 iulie 2017     | 0.219                          |
| 42            | 12           | „Part 12” | David Lynch | Mark Frost & David Lynch | 30 iulie 2017     | 0.240                          |
| 43            | 13           | „Part 13” | David Lynch | Mark Frost & David Lynch | 6 august 2017     | 0.280                          |
| 44            | 14           | „Part 14” | David Lynch | Mark Frost & David Lynch | 13 august 2017    | 0.253                          |
| 45            | 15           | „Part 15” | David Lynch | Mark Frost & David Lynch | 20 august 2017    | 0.329                          |
| 46            | 16           | „Part 16” | David Lynch | Mark Frost & David Lynch | 27 august 2017    | 0.267                          |
| 47            | 17           | „Part 17” | David Lynch | Mark Frost & David Lynch | 3 septembrie 2017 | 0.254                          |
| 48            | 18           | „Part 18” | David Lynch | Mark Frost & David Lynch | 3 septembrie 2017 | 0.240                          |

1. 1 2  Parts 3 and 4 were made available immediately after the premiere of parts 1 and 2 through Showtime's digital platform.[28]